# 신진 마이크로 버스
신진 마이크로 버스는 자일대우의 모태 회사인 신진 자동차가 생산했던 준중형버스이다.

## 역대 모델

### 1세대 마이크로 버스 (1962년 4월~1966년 11월)
1962년 1월 덕수궁에서 열린 산업 박람회에서 최초로 공개가 되었고, 상공부 장관상을 수상했다. 1962년 4월부터 양산된 25인승 형태의 소형 버스 였으며, 규격화 되었을 뿐만 아니라 대한민국 최초로 엔진을 실내에 집어넣고 만든 버스이기도 했다.
주요 도색은 노란색 이었기 때문에 '노랑차' 혹은 '마이클' 이라는 애칭으로 불리우면서 엄청난 판매고를 자랑했다. 새시, 엔진, 바퀴 및 파워트레인은 한국 전쟁 직후 생겨난 부품을 활용하였는데, 초기 생산 당시에는 오래된 드럼통 등을 차체 조립시에 활용 했다고 한다.
1965년에는 서울특별시 시내버스 체계가 개편되면서 파란색과 청록색을 섞은 가로 무뉘 페인트칠 처량이 존재하기도 했으며, 1966년 11월까지 총 2,600여대가 생산이 되었다.
생산은 부산광역시에서 위치한 공장에서 이루어졌다.

### 2세대 마이크로 버스 (1972년)
1972년에는 일본의 자동차 제조업체 토요타와 기술을 제휴하고, 토요타의 다이나 트럭 새시 (2.5톤급 RU10형)를 이용해 2세대 마이크로 버스를 출시하였다. 엔진은 2000cc급 106마력 토요타 5R 가솔린 엔진을 사용했으며 최고속도는 110km/h였다. 하지만, 토요타가 저우 4원칙으로 인하여 철수하면서 1년도 못채우고 1972년 연말에 단종되었으며 이후 마이크로 버스의 후속 차종은 1972년 출시한 일본의 자동차 제조업체 이스즈의 저니를 기반으로 한 지엠 코리아 BLD24형 버스였다.